# パトリキ
パトリキ（ラテン語: Patricii、ラテン語: patriciusの複数形）とは、古代ローマ社会における支配階級である。貴族という訳があてられることもある。主にプレプス（平民）という下層階級と対比して用いられる。代表的なパトリキ系氏族には、アエミリウス氏族、コルネリウス氏族、ファビウス氏族などがある。
パトリキ (Patricii) の語源は「父たち」を意味する「パトレス（Patres）」であり、王政ローマの建国の父ロームルス王が元老院議員として100名を選出した際、彼らをパトレスと呼び、その子孫がパトリキと呼ばれるようになったとされる。古代ローマ社会の家父長とその子を指すとみられ、各家庭における絶大な処分権はかなり後の世まで保持されていたと考えられている。氏族の長たちの集まりが元老院であり、王政を廃止したのは彼らだとも考えられる。共和政に入ると政務官を独占し、領土を拡張する際、他の地の有力者を取り込むこともあった（例えばクラウディウス氏族）。

## 歴史
ローマがアルバ・ロンガに勝利した後、ユリウス氏族、セルウィリウス氏族といった有力者たちが移り住んできたと言われる。そして元老院議事堂が建てられた。
セルウィウス・トゥッリウス王はケンスス（国勢調査）を行い、行政単位の一つとしてケントゥリア（百人隊）と資産に応じたクラッシス（階級）定めた。ケントゥリアは193あり、ケントゥリア民会における投票単位となった。しかしローマの6つの階級のうち、パトリキの占める上流の2つに属するケントゥリアだけで98を占めており、少数派であっても政治的に有利な構造となっていた。
また、共和政初期には神官職はパトリキのみとされていた。パトリキはローマの神々と交信できると信じられ、彼らのみで神々の儀式を執り行った。古来のローマの風習として、年初めの前あるいは戦争に赴く前に行政官が鳥占いで神々に伺いを立てるのが常であったので、この神官職（アウグル）には政治的な役割も少なからずあった。リウィウスによると、プレープスが初めて神官を務めたのは紀元前300年にオグルニウス法が成立し、アウグルの定員数を4人から9人に増員した頃だという。
紀元前3世紀のサムニウム戦争以降になると、富と権力を増したプレープスが現れて従来のパトリキと融合し、ノビレス（新貴族）と呼ばれるものたちが現れ、両者を分かつ定義は曖昧となった。
後代にも称号として受け継がれ、中世の東ローマ帝国時代にはギリシア語の「パトリキオス」という文武高官に与えられる爵位の名称になっている。